# Joan Francesc de Lasa i Casamitjana
Joan Francesc de Lasa i Casamitjana (Barcelona, 1918 - 10 de setembre de 2004) va ser un crític, investigador, documentalista, historiador i director de cinema.

## Biografia
Llicenciat en dret, d'estudiant participà en un Comitè de Cinema (anys 30). S'inicià en la crítica cinematogràfica col·laborant en publicacions (des dels anys 30 fins als 70). Crític independent defensà els valors ètics i estètics del cinema. També exercí de redactor literari de publicitat en diferents distribuïdores. Paral·lelament, des de mitjan dècada del 1940 fundà i dirigí diversos cineclubs. Instituí la Setmana del Nuevo Cine Español de Molins de Rei (anys 60), i creà i dirigí els dos primers Festivals de Castelldefels (finals dels 50) de teatre, música i dansa.
Publicà assaigs sobre el cine Coliseum de Barcelona, sobre la comèdia en el cinema espanyol, sobre la necessitat de crear a Barcelona una Secció de Cinematografia Catalana (1957); un resum sobre la història del cinema espanyol i un altre sobre el cinema català. Especialista en els cineastes pioners a Catalunya, va escriure sobre Feliu Elias, Fructuós Gelabert i els germans Baños.
Fou cineasta amateur i també va rebre encàrrecs de cinema publicitari i industrial. Per a TVE a Catalunya dirigí i presentà la sèrie una història del cinema a Catalunya (1979-1980) i el programa "Visual" sobre el món de la imatge.
Va ser guardonat amb el premi de Cinematografia de la Generalitat 1989 per la seva labor d'investigació sobre el cinema primitiu a Catalunya i amb la Creu de Sant Jordi de Cinematografia 1997 per la seva aportació a la cinematografia.

## Filmografia
- Si la Rambla pudiera hablar (1954) (cinema amateur)
- Aquell primer cinema català. Els germans Baños. Generalitat Catalunya-Dep.Cultura. Barcelona, 1996.